# 上海斯格威铂尔曼大酒店
上海斯格威铂尔曼大酒店（英語：Pullman Shanghai Skyway Hotel），原名仕格维丽致大酒店，是中国上海市黃浦區的一座酒店，高度為226米，共有52层，于2007年4月28日開業。2009年更名為上海斯格威铂尔曼大酒店。酒店內有653间客房。建成時該酒店是上海浦西最高的酒店。

## 另見
- 上海市摩天大樓列表